# Grodzisk Wielkopolski (stacja kolejowa)
Grodzisk Wielkopolski – stacja kolejowa w Grodzisku Wielkopolskim, w województwie wielkopolskim, w Polsce. Do 1992 r. stacja stanowiła węzeł kolejowy, obecnie jej funkcjonowanie opiera się na fragmencie linii kolejowej nr 357 (Luboń-Wolsztyn), która została zmodernizowana w latach 2011–2012 z funduszy wielkopolskiego RPO i UE. Współcześnie pasażerskie postoje handlowe na stacji realizują pociągi spółki Koleje Wielkopolskie. Jest ich 19 par w dni robocze (stan na sierpień 2025). Stacja nie jest zelektryfikowana. Obsługę prowadzi trakcja spalinowa, a okazjonalnie także parowa.

## Ruch pasażerski
| Rok   | Wymiana pasażerska na dobę |
| ----- | -------------------------- |
| 2018. | 700-999                    |
| 2022  | 700-999                    |

## Historia

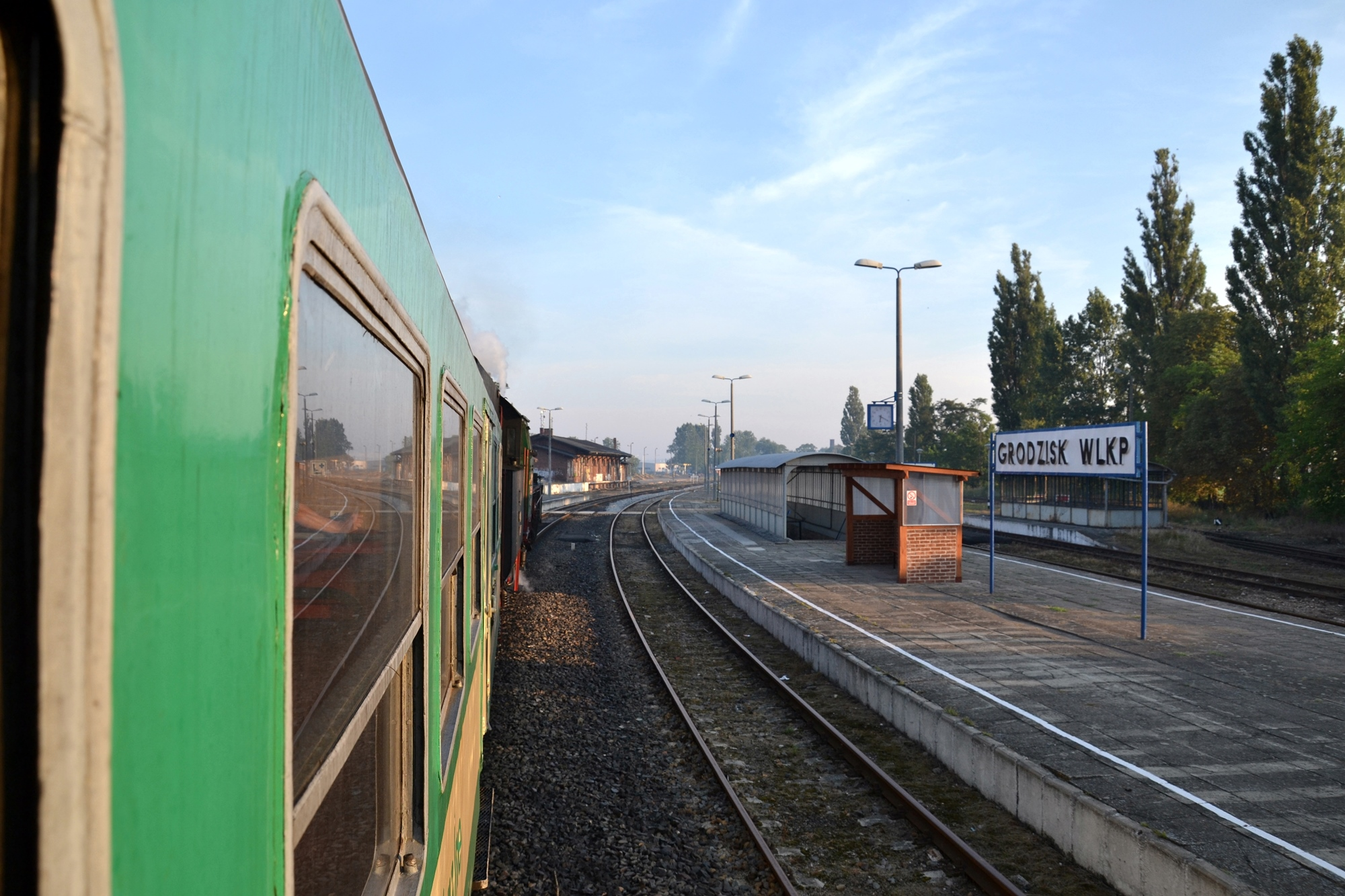
OL49-59 z pociągiem osobowym Kolei Wielkopolskich

Pierwsza linia kolejowa z Grodziska do Opalenicy została otwarta 10 grudnia 1881 r. W Opalenicy pasażerowie przesiadali się do pociągów w kierunku Poznania i Zbąszynia (Bentschen), a dalej do Berlina. Już samo wprowadzenie torów na stację w Opalenicy w kierunku zach. umożliwiało bezpośrednie połączenie z Berlinem, a to umożliwiło zwiększenie eksportu piwa grodziskiego.  W 1901 r. wybudowano linię kolejową do Kościana, co umożliwiało przesiadkę na pociąg w kierunku Wrocławia  i dalej na Śląsk. Głównym jednak zadaniem tego odcinka była obsługa licznych majątków ziemskich i dowóz buraków do kościańskiej cukrowni. W tymże też roku nad torem kościańskim wzniesiono stalowy, nitowany most dla pieszych, umożliwiając bezkolizyjne przejście z miasta w kierunku wybudowanych bloków rządowych na ul. Nowy Świat. 
W 1905 r. Grodzisk uzyskał nowe połączenie z Wolsztynem i dalej bezpośrednio z Sulechowem, a z przesiadką w Wolsztynie z Nową Solą.
W 1909 r. dokonano przebudowy torów, gdyż do stacji doprowadzono linię kolejową z Poznania. Linie z Kościana, a później także z Wolsztyna, wprowadzono na stację w taki sposób, aby pociągi mogły bezpośrednio kierować się w stronę Opalenicy. Dodanie połączenia z Poznania wymusiło jednak zastosowanie rzadko spotykanego na nizinach rozwiązania – serpentyny, czyli łuku o zwrocie 180°. Z tego powodu linia poznańska ma długość aż 52 km, podczas gdy dawne połączenie przez Opalenicę do stolicy Wielkopolski liczyło tylko 48 km. Rozbudowa układu torowego i ograniczenia przestrzenne sprawiły, że tory stacyjne znajdują się na łuku, a kąt między torami wyjazdowymi wynosi 90°, co również jest ewenementem na trasach nizinnych. Trzy łukowe perony, ułożone równolegle „po skosie” względem siebie, połączono tunelami, jednak nie posiadają one zadaszeń.
- Ciekawa jest historia budowy linii Grodzisk-Poznań. Sięga ona 1902 r. Wtedy odbyła się w Stęszewie narada poświęcona budowie kolei z Poznania przez Stęszew do Modrza! Miała ona służyć do wywozu płodów rolnych. Dlaczego do Modrza, a nie do Grodziska? Otóż wielu właścicieli ziemskich musiałoby przekazać na ten cel spore sumy pieniędzy za pośrednictwem partycypujących w budowie sejmików powiatowych. Owi właściciele nie byli tym zainteresowani, gdyż istniały już dogodne połączenia (wcześniej wspomniane), które były uzupełnione bardzo licznymi kolejkami wąskotorowymi i folwarcznymi: leśnymi oraz polnymi.

Prawdopodobne było przedłużenie kolei z Modrza przez Granówko do stacji Ujazd, gdzie nastąpiłoby połączenie z linią Opalenica-Kościan i dalej do Młyniewa, gdzie nastąpiłoby połączenie z linią Opalenica-Wolsztyn. Za budową takiego właśnie połączenia optował usilnie hr. Jan Żółtowski właściciel Ujazdu, Ptaszkowa i Grąblewa.
W 1905 roku zwołano sejmik powiatowy w Grodzisku, który miał przeznaczyć na cel budowy ponad 200 tys. marek (całość kosztowała 3,5 mln marek). Doszło do otwartej kłótni: książę Czartoryski właściciel Granowa, Kubaczyna i Strzępinia popierał hrabiego Żółtowskiego. 
Jednak linię postanowiono zbudować w obecnym kształcie dzięki perswazji Konstancji Mielżyńskiej, właścicielki Kotowa i Woźnik.
Hrabia Żółtowski wytargował dla siebie budowę stacji w Ptaszkowie, otwartą zresztą dopiero w latach trzydziestych XX w. i zwrotnie ruchu towarowego w Grąblewie i Kotowie.
Pierwsze zarządzenie związane z budową linii Grodzisk-Poznań brzmiało: " aby nie przynoszono wódki do służby oraz aby wyszynki wzdłuż drogi żelaznej Grodzisk-Poznań tejże nie sprzedawały".
Przepis ten wydał minister kolei żelaznych Prus zanim jeszcze ruszyła budowa! a ta zaczęła się w 1908 r.  Oficjalne otwarcie nastąpiło 1 lipca 1909 roku, a pierwszy rozkład jazdy dotyczył kursowania czterech par pociągów dziennie.
Inną ciekawostką jest, że w 1913 r. na 1000 mieszkańców Wielkopolski podróże kolejowe odbywało w ciągu roku 13 mieszkańców Rawicza, 16 Inowrocławia i Poznania oraz 42 Grodziska Wielkopolskiego.
W szczytowym okresie funkcjonowania węzła kolejowego Grodzisk Wielkopolski istniały trzy aktywne perony i pięć krawędzi peronowych oraz liczne tory boczne służące obsłudze ruchu towarowego. Przy ulicy Nowy Świat znajdowała się kładka nad torami, natomiast na drugim peronie stał budynek dyżurnego ruchu. Układ torów na stacji był powiązany z lokalnymi zakładami przemysłowymi: wytwórnią pasz, elewatorem zbożowym oraz rozlewnią wód mineralnych. Ze względu na połączenie z węzłem wolsztyńskim stacja była do 2013 obsługiwana regularnie w ruchu codziennym przez pociągi pasażerskie prowadzone lokomotywy parowe. Do początku lat 90 XX wieku stacja obsługiwała także pociągi pospieszne.

## Stacja obecnie

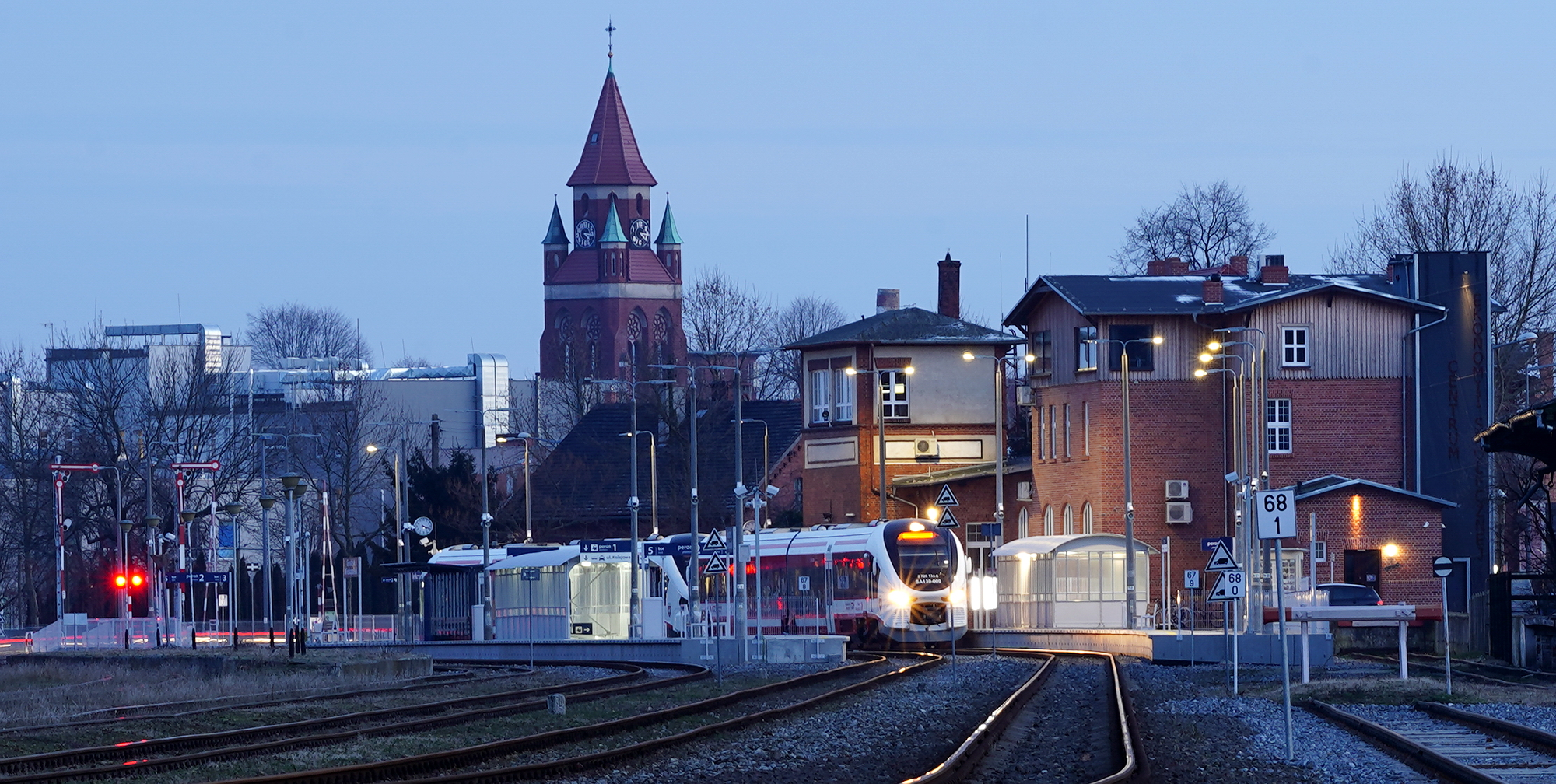
Stacja kolejowa Grodzisk Wlkp. [2024

Obecnie na stacji funkcjonują dwa perony z trzema krawędziami, które zostały gruntownie wyremontowane, wraz z nową nawierzchnią. Modernizacja zakończyła się w drugiej połowie 2023 roku, przeprowadzona przez PKP Polskie Linie Kolejowe. Do peronów prowadzą odnowione przejścia podziemne. Stacja wyposażona jest w mechaniczne, scentralizowane urządzenia sterowania ruchem kolejowym. Podczas modernizacji linii na stacji zachowano semafory kształtowe. Sam budynek dworca został wyłączony ze struktur PKP SA i przejęty przez gminę. W 2020 roku, po kilku latach od przejęcia, budynek przeszedł gruntowny remont przy wsparciu środków unijnych. Podczas prac konserwatorskich zachowano oryginalny neon od strony ulicy Kolejowej. Obiekt dworcowy zyskał nowe funkcje jako „Centrum Ekonomii Społecznej”, a na jego terenie działa również punkt gastronomiczny.

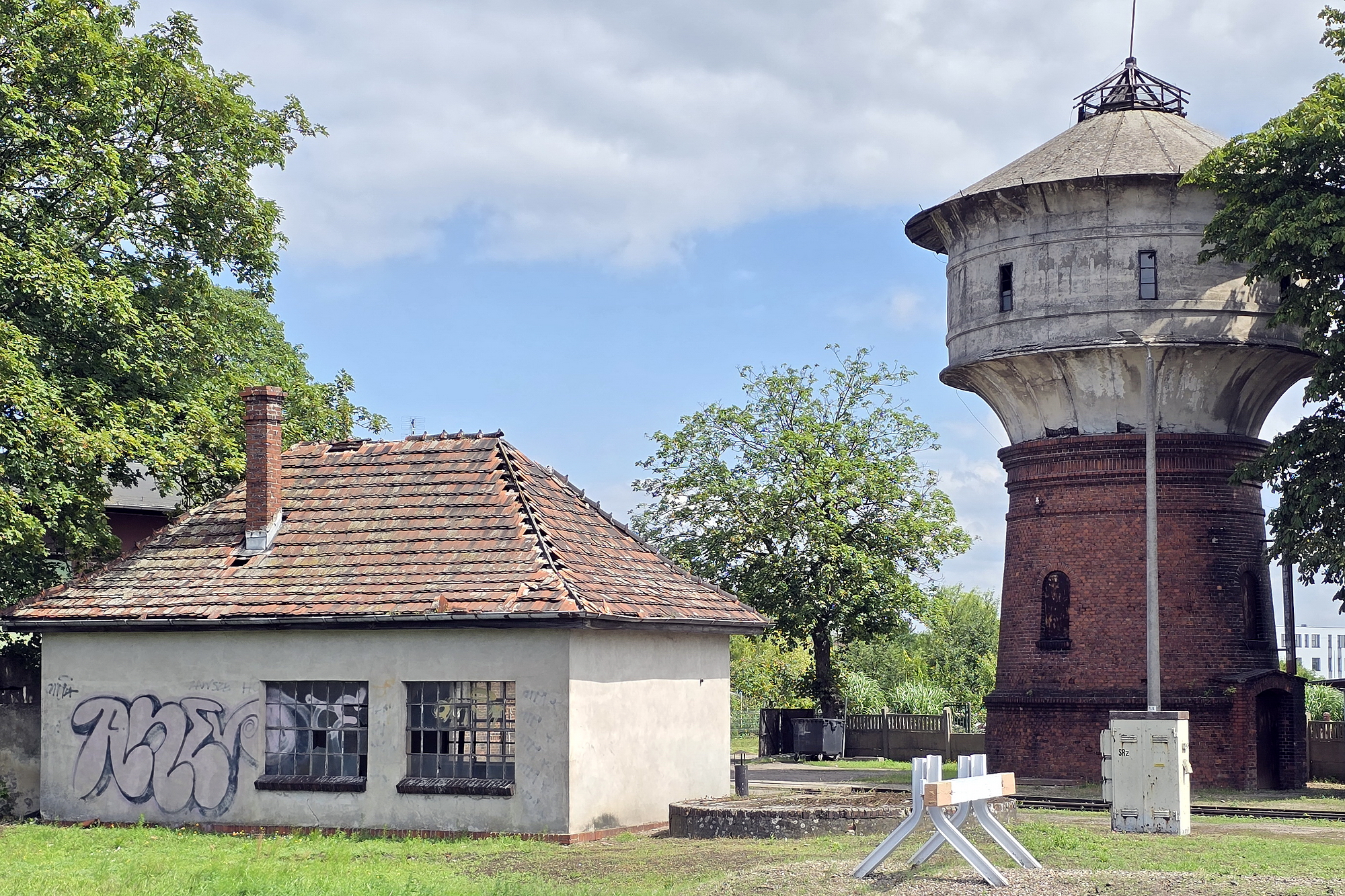
Północna część stacji - kolejowa wieża ciśnień z 1909 r. [2025

Na terenie stacji znajdują się dwie aktywne nastawnie: „Gr” przy budynku dawnego dworca oraz „Gr1” od strony Granowa i Opalenicy. Około 600 metrów na północny zachód od peronów znajdują się dawne budynku do obsługi taboru –  nieużywana kolejowa wieża ciśnień oraz  lokomotywownia. Wieża, wybudowana w 1909 roku, wyposażona jest wewnątrz w metalowy zbiornik o pojemności 120 m³. Obecnie obiekt jest wyłączony z eksploatacji.

## Połączenia
- Poznań Główny (linia oddana do użytku w 1909 roku)
- Wolsztyn (linia oddana do użytku w 1905 roku)
- Wągrowiec  (przedłużenie kursów przez Poznań Główny)
- Gołańcz (przedłużenie kursów przez Poznań Główny i Wągrowiec)

## Linie nieczynne
- Kościan (powstała w 1901 roku – obsługiwana przez Grodziską Kolej Drezynową)
- Opalenica (używana w latach 1881-1992, rozebrana w 2010)